# أحسن (شبكة تعريب العلوم الصحية)
شبكة تعريب العلوم الصّحّيّة هي شبكة معلومات تضم مجموعة من المهتمين بترجمة العلوم الصحية والطبية من المترجمين المحترفين المتفرغين للترجمة، والهواة غير المتفرغين لها، ومن يتعامل مع المواد بلغاتها الأصلية.
تم تأسيسها في القاهرة ضمن مكتب منظمة الصحة العالمية الإقليمي لشرق البحر المتوسط. واعتبر المشاركون في الحلقة العملية لشبكة المترجمين التي انعقدت في القاهرة في الفترة بين 27 و28 آب أغسطس 2003 بمثابة نواة لهذه الشبكة.

## المرشد في الطب النفسي
المرشد في الطبّ النفسي. عنوان كتاب أعده نخبة من أساتذة الجامعات في العالم العربي.
وهو مرجع للطلبة الجامعيين يؤهلهم للتعامل مع الحالات النفسية والسلوكية التي قد يصادفونها في حياتهم الاجتماعية أو في ممارستهم الطبية. من إصدارات المكتب الإقليمي لشرق المتوسط بالقاهرة التابع لمنظمة الصحة العالمية. صدر عن دار النشر أكاديميا.

## طب المجتمع
اسم كتاب طبي جامعي.(Community Medicine) ألفه نخبة من الاختصاصيين. من إصدارات المكتب الإقليمي لشرق المتوسط التابع لمنظمة الصحة العالمية. صدر عن دار النشر أكاديميا. وهو مقدمة تناقش أهداف المجتمع في توفير الرعاية الصحية الشاملة للناس من قبل الفريق الصحي، وبهدف تطوير الصحة في المجتمع. وهو يعرِّف دور طبيب المجتمع وتطوّره وأهدافه.